# Одинокие вместе
Одинокие вместе (англ. Together Alone) — американский фильм 1991 года, поставленный режиссером П. Дж. Кастеллането. Премьера ленты состоялась 13 сентября 1991 года на Международном кинофестивале в Торонто. 
В 1992 году фильм отмечен премией «Тедди» за лучший полнометражный художественный фильм на 42-м Берлинском международном кинофестивале.

## Сюжет
Брайан и Билл после знакомства в баре проводят ночь вместе, занимаясь опасным сексом. Позже, они просыпаются и разговаривают. Брайан обнаруживает, что настоящее имя Билла — Брайан, и что он бисексуал. Они часами говорят на разные темы: о СПИДЕ, сексуальности, феминизме, ролевых играх и Эмили Дикинсоне.